# Hilarimorpha nigra
Hilarimorpha nigra är en tvåvingeart som beskrevs av Saigusa 1973. Hilarimorpha nigra ingår i släktet Hilarimorpha och familjen Hilarimorphidae. Inga underarter finns listade i Catalogue of Life.